# 朝倉研二
朝倉 研二（あさくら けんじ、1955年12月11日 - ）は、日本の実業家。長瀬産業代表取締役社長。長らく長瀬家による同族経営であった長瀬産業において、創業一族以外で初の社長就任となった。

## 人物
東京都出身。慶應義塾大学経済学部卒業。
1978年4月、長瀬産業に入社。2006年10月、自動車材料事業部長就任。その後、2009年4月に執行役員、2013年6月に取締役兼執行役員を経て、2015年4月に代表取締役社長就任。
座右の銘は、「前へ」。デジタルマーケティングにおける独自のプラットフォーム構築といった、デジタル・トランスフォーメーション（DX）に力を入れるなど、長い歴史のある長瀬産業において、変化を追求し続けている。